# حادثة الحدود المصرية الإسرائيلية أغسطس 2011
عقب الهجمات في إيلات، وفي 18 أغسطس 2011، قامت وحدة عسكرية إسرائيلية بقتل 5 جنود المصريين على الحدود المصرية الإسرائيلية. وقد جاء في تقرير قوات المراقبة الدولية في سيناء أن إسرائيل ارتكبت مخالفتين لاتفاقية السلام مع مصر، فهي اجتازت الحدود المصرية، وأطلقت النار من الجانب المصري.
أثارت هذه الواقعة استياءً كبيرًا في مصر. واعتصم ألاف المتظاهرين المصريين أمام السفارة الإسرائيلية في القاهرة، وطالبوا بطرد السفير الإسرائيلي. وقام «أحمد الشحات» الذي لُقب ب«رجل العلم»، بتسلق مبنى من 25 دورًا ووضع العلم المصري على مبنى السفارة، بعد أن أنزل العلم الإسرائيلي وأحرقه.

## الضحايا
استشهد 5 عسكريين مصريين، منهم النقيب «أحمد جلال» من قوات الأمن المركزي، الذي وفقًا لأبيه اتصل به من المستشفى وقال له أن الطائرات الإسرائيلية كانت تقصفهم بشراسة، وأن النار كانت تنهال عليهم من كل ناحية، وأن الجنود المصريين واجهوها باستبسال شديد. وقتل المجندون «أسامة جلال» و«طه محمد إبراهيم» و«أحمد محمد أبو عيسى» و«عماد عبد الملاك».

## ردود الفعل

### مصر

#### رسميًا
صدر عن وزارة الخارجية المصرية إعلان بأنها استدعت القائم بأعمال السفير الإسرائيلي، «للإعراب عن الاحتجاج على إطلاق النار من الجانب الإسرائيلي بشكل أدى إلى سقوط ضحايا وإراقة دماء داخل مصر وطلب اعتذار من الجانب الإسرائيلي وكذلك إجراء تحقيق رسمي مشترك للكشف عن ملابسات الحادث».
وأعلن مصدر أمني مصري أن مصر وإسرائيل اتفقتا بشكل مبدئي على زيادة عدد القوات المصرية في سيناء.

#### شعبيًا
في يوم 9 سبتمبر، يوم جمعة سميت باسم جمعة الشواكيش، قامت عدد من الجماعات السياسية والنشطاء السياسيين المصريين بالتظاهر أمام السفارة الإسرائيلية في القاهرة، وقام المتظاهرون بتحطيم أجزاء من الجدار الذي أقيم عقب الأحداث، ووصل البعض منهم إلى شقق في البناية فيها وثائق للسفارة، وتم إلقاء هذه الوثائق من النوافذ إلى المتظاهرين في الأسفل. وعلى أثر هذه الأحداث، قامت إسرائيل بإجلاء سفيرها ودبلوماسيين آخرين من القاهرة، وبقي نائب السفير، ودعا الرئيس الأمريكي السلطات المصرية إلى الوفاء بالتزاماتها تجاه السفارات الأجنبية.

### إسرائيل
انتقد «شاؤول موفاز» رئيس لجنة الخارجية والأمن بالكنيست الإسرائيلى لعدم تعبيرها عن أسفها لمقتل الجنود المصريين فور وقوع الواقعة. وجاء في صحيفة يسرائيل هايوم أن مسؤلين أمنيين رفيعي المستوى في إسرائيل طلبوا من مصر إعادة العلم إلى السفارة في القاهرة بعد أن أنزله «أحمد الشحات»، وقالت الصحيفة أن السلطات في مصر رفضت الطلب، متحججة بأن الشعب المصري يشعر بالغضب الشديد، وأن إعادة العلم سيؤدي إلى زيادة الغضب، وجاء في الصحيفة أن «أفيجدور ليبرمان» طلب من القائم بأعمال السفير الإسرائيلي في القاهرة إعادة العلم.